# William McCreary (hockey sur glace, 1934)
William Edward McCreary, né le 2 décembre 1934 à Sundridge, dans la province de l'Ontario au Canada et mort le 25 novembre 2019 à Brighton dans le Michigan aux États-Unis, est un joueur et entraîneur de hockey sur glace. Il évolue au poste d'ailier gauche. Il fait partie d'une famille de hockeyeurs : son frère Keith McCreary, son fils Bill McCreary et ses neveux Ron Attwell et Bob Attwell ont évolué dans la Ligue nationale de hockey (LNH).

## Biographie

### Carrière junior
En 1951, il commence sa carrière junior au sein des Biltmore Mad Hatters de Guelph, équipe évoluant dans l'Association de hockey de l'Ontario (AHO). Lors de cette saison, l'effectif des Biltmore Mad Hatters regorge de talents, avec en défense Danny Blair, Lou Fontinato, Aldo Guidolin et Harry Howell, et en attaque Andy Bathgate, Chick Chalmers, Ken Laufman, Ron Murphy, Dean Prentice, Ray Ross et Ron Stewart. Si bien que l'équipe met la main sur la Coupe J.-Ross-Robertson, trophée les désignant comme champion de l'OHA. Ce trophée leur permet de participer au tournoi de la Coupe Memorial, qu'ils remportent après avoir été désignés champion de l'Est canadien, mettant la main sur le Trophée George T. Richardson.
L'année suivante, l'équipe a perdu plusieurs de ses cadres, ce qui fait qu'elle ne participe même pas aux séries éliminatoires de l'AHO. Biil s'étant affirmé comme un des joueurs clé du contingent, Guelph le prête aux Marlboros de Toronto , pour qu'il dispute les séries éliminatoires de la Coupe Memorial.

### Début en LNH
Lors de la saison 1953-1954, il évolue toujours pour les Biltmore Mad Hatters dans l'AHO, avec lesquelles il se montre un joueur dominant en finissant 3e au classement par points de la ligue. Ces résultats impressionne grandement les Rangers de New York qui lui octroie deux matchs d'essais dans la Ligue nationale de hockey (LNH), alors qu'il n'a que 18 ans.
La saison suivante est sa dernière dans les rangs junior avec Guelph. Il est désormais le meilleur joueur de son équipe, terminant à nouveau 3e au classement générale par points. Les Rangers le testent huit matchs pour décider dans quelle ligue ils le feront évoluer la saison suivante.
Ayant trop de talent pour l'AHO, mais pas encore assez pour la LNH, Bill va transiter entre deux clubs évoluant dans deux ligues différentes pour la saison 1955-1956 : les Quakers de Saskatoon en Western Hockey League (WHL) et les Reds de Providence en Ligue américaine de hockey (LAH).
Le 5 juin 1956, lors du repêchage intra-ligue, les Red Wings de Détroit le réclament, les Rangers n'ont d'autres choix que de céder ses droits. Sa nouvelle organisation va le placer en WHL pour la saison suivante, avec les Flyers d'Edmonton. Auteur d'une saison de 33 buts marqués, il finit 6e au classement générale de la ligue.
Avec ces bons résultats, les Red Wings le place en LAH la saison suivante avec les Bears de Hershey, obtenant même 3 matchs en LNH. À mi-saison, cependant, ils décident de le rétrograder en WHL et il retourne donc finir la saison à Edmonton.

### La dynastie des Indians en LAH
Le Lien de confiance entre l'organisation des Red Wings et Bill étant brisé, ces derniers l'échangent le 1er mai 1958 en compagnie de Dennis Olson et de Hank Bassen aux Indians de Springfield, en retour de Gerry Ehman.
Il va évoluer durant 4 saisons avec ces derniers et sa carrière va être relancée. Si la saison 1958-1959 se solde par un échec car l'équipe ne parvient pas à se qualifier pour les séries éliminatoires, les trois suivantes vont les voir remporter la Coupe Calder à chaque fois. Bill s'impose comme un rouage important de l'équipe derrière des joueurs tels que Bill Sweeney, Marcel Paillé, Brian Kilrea, Ted Harris et Kent Douglas.

### Dans le giron des Canadiens
à la veille de la saison 1962-1963, le 25 octobre 1962, il est échangé par les Indians aux Canadiens de Montréal, en retour de Bob McCammon, de André Tardiff et de Norm Waslowski. Bien que disputant quelques rencontres de LNH, il va surtout disputer le championnat de l'Eastern Professional Hockey League (EPHL) avec les Canadiens de Hull-Ottawa. Dans cette équipe, il a la chance de pouvoir évoluer avec son frère Keith, pouzr la seule et unique fois de leurs carrières.
L'EPHL cessant ses activités, les Canadiens l'affectent dans une ligue nouvellement formée, la Ligue centrale professionnelle de hockey (LCPH), au sein de l'effectif des Knights d'Omaha. Cette ligue ayant avant tout pour but de former les jeunes espoirs des formations de la LNH, il se retrouve être à 28 ans, le joueur le plus âgé de sa formation. Lorsque l’entraîneur Scotty Bowman quitte la formation après huit matchs, il décide de prendre en main l'équipe tout en continuant d'être un joueur. La confiance qui lui a été accordée, se révèle payante, car l'équipe finit première du championnat et remporte la Coupe Adams. Biil à titre personnel se classe au 9e rang du classement par points et est nommé dans la première équipe d'étoiles de la ligue.
Il reste à la tête de l'équipe l'année suivante et parvient à maintenir l'équipe dans le haut du championnat, terminant 2e du classement générale. Malheureusement, ils se font sortir au premier tour des séries éliminatoires. l'année suivante, l'équipe se déplace à Houston et est renommée les Apollos de Houston. Bill met entre parenthèses sa carrière d'entraîneur, pour se concentrer un peu plus sur son jeu sur la patinoire. il finit la saison en étant sélectionné dans la première équipe d'étoiles de la ligue.
Durant la saison 1966-1967, il évolue toujours à Houston. La saison n'est pas une réussite, l'équipe n'ayant pas vraiment un noyau de joueur solide ne parvient pas à se qualifier pour le tournoi printanier.

### Les Débuts des Blues en LNH
Le 14 juin 1967, les Blues de Saint-Louis, qui vont effectuer leur début en LNH lors de la saison à venir, l'acquièrent en échange de Claude Cardin et de Phil Obendorf.
Bien qu'ayant débuté en LNH à l'âge de 18 ans, il doit attendre ces 32 ans pour réellement s'y imposer. l'entraîneur des Blues, Scotty Bowman, connaissant ses capacités lui accorde sa chance sur le deuxième trio de son équipe. Lors des trois premières saisons de cette franchise, Les Blues atteindront la finale de la Coupe Stanley, sans parvenir à pouvoir soulever le trophée. Ce résultat est un peu biaisé par le fait que les six franchise originelle évolue dans la même division et les 6 nouvelles dans l'autre, ce qui fait que bien que les BLues soient la meilleure des nouvelles franchises, elle n'arrive pas à battre les anciennes équipes.
Lors de la saison 1970-1971, de nouvelles équipes sont apparues et les divisions sont remaniées, les Blues se retrouvant avec les Black Hawks de Chicago. Bowman est remplacé en cours de saison par Al Arbour et Bill, âgé de 35 ans, commence à ralentir sur la glace. Il met un terme à sa carrière de joueur au terme de la saison.

### Carrière d’entraineur
Après avoir déjà eu deux saisons d'expérience en tant qu'entraîneur-joueur, Bill choisit naturellement de se reconvertir en entraîneur à la fin de sa carrière de joueur. En 1971-1972, il obtient une chance avec les Spurs de Denver en WHL, il remplace Bill Dineen. Après dix matchs, il présente une fiche de huit victoires. Il est alors contacté par son ancienne équipe, les Blues de Saint-Louis, qui cherche un remplaçant à Al Arbour. En 23 matchs, il ne parvient pas à redresser l'équipe et se fait remercier.
Lors de la saison 1973-1974, les Canucks de Vancouver le contacte pour qu'il remplace Phil Maloney. En 41 matchs, il n'obtient que 9 victoires et son contrat n'est pas reconduit pour l'année suivante.
Son dernier essais en tant que professionnel est avec les Seals de la Californie en 1974-1975, l'équipe ne présentant que onze victoires en 48 matchs avec Marshall Johnston. Il n'arrive pas à faire mieux et n'en obtient qu'huit en 32 matchs. Au terme de la saison, il estime en avoir fini avec le hockey professionnel et se retire définitivement.

## Statistiques
| Saison     | Équipe                         | Ligue      |     | Saison régulière | Saison régulière | Saison régulière | Saison régulière | Saison régulière |   | Séries éliminatoires | Séries éliminatoires | Séries éliminatoires | Séries éliminatoires | Séries éliminatoires |
| Saison     | Équipe                         | Ligue      | PJ  | B                | A                | Pts              | Pun              | PJ               | B | A                    | Pts                  | Pun                  |                      |                      |
| 1951-1952  | Biltmore Mad Hatters de Guelph | AHO        | 52  | 30               | 28               | 58               | 12               | 11               | 4 | 4                    | 8                    | 6                    |                      |                      |
| 1951-1952  | Biltmore Mad Hatters de Guelph | M Cup      | 12  | 5                | 10               | 15               | 4                | -                | - | -                    | -                    | -                    |                      |                      |
| 1952-1953  | Biltmore Mad Hatters de Guelph | AHO        | 50  | 33               | 26               | 59               | 31               | -                | - | -                    | -                    | -                    |                      |                      |
| 1952-1953  | Marlboros de Toronto           | M Cup      | 7   | 2                | 3                | 5                | 2                | -                | - | -                    | -                    | -                    |                      |                      |
| 1953-1954  | Biltmore Mad Hatters de Guelph | AHO        | 59  | 35               | 49               | 84               | 57               | 3                | 0 | 3                    | 3                    | 4                    |                      |                      |
| 1953-1954  | Rangers de New York            | LNH        | 2   | 0                | 0                | 0                | 2                | -                | - | -                    | -                    | -                    |                      |                      |
| 1954-1955  | Biltmore Mad Hatters de Guelph | AHO        | 48  | 46               | 37               | 83               | 38               | 6                | 4 | 3                    | 7                    | 2                    |                      |                      |
| 1954-1955  | Rangers de New York            | LNH        | 8   | 0                | 2                | 2                | 2                | -                | - | -                    | -                    | -                    |                      |                      |
| 1955-1956  | Reds de Providence             | LAH        | 37  | 8                | 13               | 21               | 18               | -                | - | -                    | -                    | -                    |                      |                      |
| 1955-1956  | Quakers de Saskatoon           | WHL        | 25  | 12               | 20               | 32               | 45               | 3                | 0 | 0                    | 0                    | 0                    |                      |                      |
| 1956-1957  | Flyers d'Edmonton              | WHL        | 69  | 33               | 26               | 59               | 37               | 8                | 2 | 7                    | 9                    | 4                    |                      |                      |
| 1957-1958  | Red Wings de Détroit           | LNH        | 3   | 1                | 0                | 1                | 2                | -                | - | -                    | -                    | -                    |                      |                      |
| 1957-1958  | Bears de Hershey               | LAH        | 31  | 4                | 9                | 13               | 16               | -                | - | -                    | -                    | -                    |                      |                      |
| 1957-1958  | Flyers d'Edmonton              | WHL        | 21  | 7                | 7                | 14               | 10               | 5                | 2 | 1                    | 3                    | 2                    |                      |                      |
| 1958-1959  | Indians de Springfield         | LAH        | 65  | 14               | 34               | 48               | 22               | -                | - | -                    | -                    | -                    |                      |                      |
| 1959-1960  | Indians de Springfield         | LAH        | 69  | 19               | 31               | 50               | 16               | 10               | 6 | 4                    | 10                   | 6                    |                      |                      |
| 1960-1961  | Indians de Springfield         | LAH        | 72  | 33               | 54               | 87               | 26               | 8                | 5 | 4                    | 9                    | 6                    |                      |                      |
| 1961-1962  | Indians de Springfield         | LAH        | 69  | 27               | 49               | 76               | 49               | 2                | 0 | 2                    | 2                    | 0                    |                      |                      |
| 1962-1963  | Canadiens de Montréal          | LNH        | 14  | 2                | 3                | 5                | 0                | -                | - | -                    | -                    | -                    |                      |                      |
| 1962-1963  | Canadiens de Hull-Ottawa       | EPHL       | 46  | 15               | 32               | 47               | 22               | -                | - | -                    | -                    | -                    |                      |                      |
| 1963-1964  | Knights d'Omaha                | LCPH       | 72  | 24               | 51               | 75               | 56               | 3                | 1 | 0                    | 1                    | 2                    |                      |                      |
| 1964-1965  | Knights d'Omaha                | LCPH       | 70  | 24               | 44               | 68               | 48               | 6                | 0 | 3                    | 3                    | 0                    |                      |                      |
| 1965-1966  | Apollos de Houston             | LCPH       | 70  | 26               | 26               | 52               | 44               | -                | - | -                    | -                    | -                    |                      |                      |
| 1966-1967  | Apollos de Houston             | LCPH       | 56  | 22               | 34               | 56               | 34               | 6                | 1 | 2                    | 3                    | 0                    |                      |                      |
| 1967-1968  | Blues de Saint-Louis           | LNH        | 70  | 13               | 13               | 26               | 22               | 15               | 3 | 2                    | 5                    | 0                    |                      |                      |
| 1968-1969  | Blues de Saint-Louis           | LNH        | 71  | 13               | 17               | 30               | 50               | 12               | 1 | 5                    | 6                    | 14                   |                      |                      |
| 1969-1970  | Blues de Saint-Louis           | LNH        | 73  | 15               | 17               | 32               | 16               | 15               | 1 | 7                    | 8                    | 0                    |                      |                      |
| 1970-1971  | Blues de Saint-Louis           | LNH        | 68  | 9                | 10               | 19               | 16               | 6                | 1 | 2                    | 3                    | 0                    |                      |                      |
| Totaux LNH | Totaux LNH                     | Totaux LNH | 309 | 53               | 62               | 115              | 108              | 48               | 6 | 16                   | 22                   | 14                   |                      |                      |

| Saison    | Équipe                 | Ligue |    | PJ | V  | D | N     | % V                                                                              |  | Classement |
| 1963-1964 | Knights d'Omaha        | LCPH  | 64 | 36 | 19 | 9 | 63,3% | 1er du classement générale Champion de la coupe Adams                            |  |            |
| 1964-1965 | Knights d'Omaha        | LCPH  | 70 | 37 | 25 | 8 | 58,6% | 1er du classement générale éliminé au premier tour des séries éliminatoires      |  |            |
| 1971-1972 | Spurs de Denver        | WHL   | 10 | 8  | 2  | 0 | 80,0% | assure l'intérim entre Bill Dineen et Jean-Guy Talbot 1er du classement générale |  |            |
| 1971-1972 | Blues de Saint-Louis   | LNH   | 23 | 6  | 13 | 4 | 34,8% | assure l'intérim entre Al Arbour et Sid Abel 3e de la Division Ouest             |  |            |
| 1973-1974 | Canucks de Vancouver   | LNH   | 41 | 9  | 25 | 7 | 30,5% | remplace Phil Maloney 7e de la Division Est                                      |  |            |
| 1974-1975 | Seals de la Californie | LNH   | 32 | 8  | 20 | 4 | 31,3% | remplacé par Marshall Johnston 4e de la Division Adams                           |  |            |

## Trophées et honneurs personnels

### Ontario Hockey Association (OHA)
- 1951-1952 :
  - Coupe J.-Ross-Robertson[1]
- 1953-1954 :
  - 6e au classement des meilleurs buteurs de la ligue (35 buts marqués)[5]
  - 2e au classement des meilleurs passeurs (49 aides)[5]
  - 3e au classement par points avec 84 points[5]
- 1954-1955 :
  - 2e au classement des meilleurs buteurs de la ligue (46 buts marqués)[7]
  - 9e au classement des meilleurs passeurs (37 aides)[7]
  - 3e au classement par points avec 83 points[7]

### Ligue canadienne de hockey (LCH)
- 1951-1952 :
  - Trophée George T. Richardson[3]
  - Coupe Memorial[2]

### Western Hockey League (WHL)
- 1956-1957 :
  - 6e au classement des meilleurs buteurs de la ligue (33 buts marqués)[9]

### Ligue américaine de hockey (LAH)
- 1959-1960 :
  - Coupe Calder[10]
- 1960-1961 :
  - Coupe Calder[10]
- 1961-1962 :
  - Coupe Calder[10]

### Ligue centrale professionnelle de hockey (LCPH)
- 1963-1964 :
  - Coupe Adams[11]
  - sélectionné dans la première équipe d'étoiles de la ligue[13]
- 1965-1966 :
  - sélectionné dans la première équipe d'étoiles de la ligue[13]

## Transactions en carrière
- En avril 1953, les Biltmore Mad Hatters de Guelph le prête aux Marlboros de Toronto , pour qu'il dispute les séries éliminatoires de la Coupe Memorial[4].
- Le 5 juin 1956, il est réclamé par les Red Wings de Détroit aux Rangers de New York, lors du repêchage intra-ligue[4].
- Le 1er mai 1958, il est échangé par les Red Wings de Détroit aux Indians de Springfield en compagnie de Dennis Olson et de Hank Bassen, en retour de Gerry Ehman[4].
- Le 25 octobre 1962, il est échangé par les Indians de Springfield aux Canadiens de Montréal, en retour de Bob McCammon, de André Tardiff et de Norm Waslowski[4].
- Le 14 juin 1967, il est échangé par les Canadiens de Montréal aux Blues de Saint-Louis, en retour de Claude Cardin et de Phil Obendorf[4].